# 朝日稲荷神社 (各務原市)

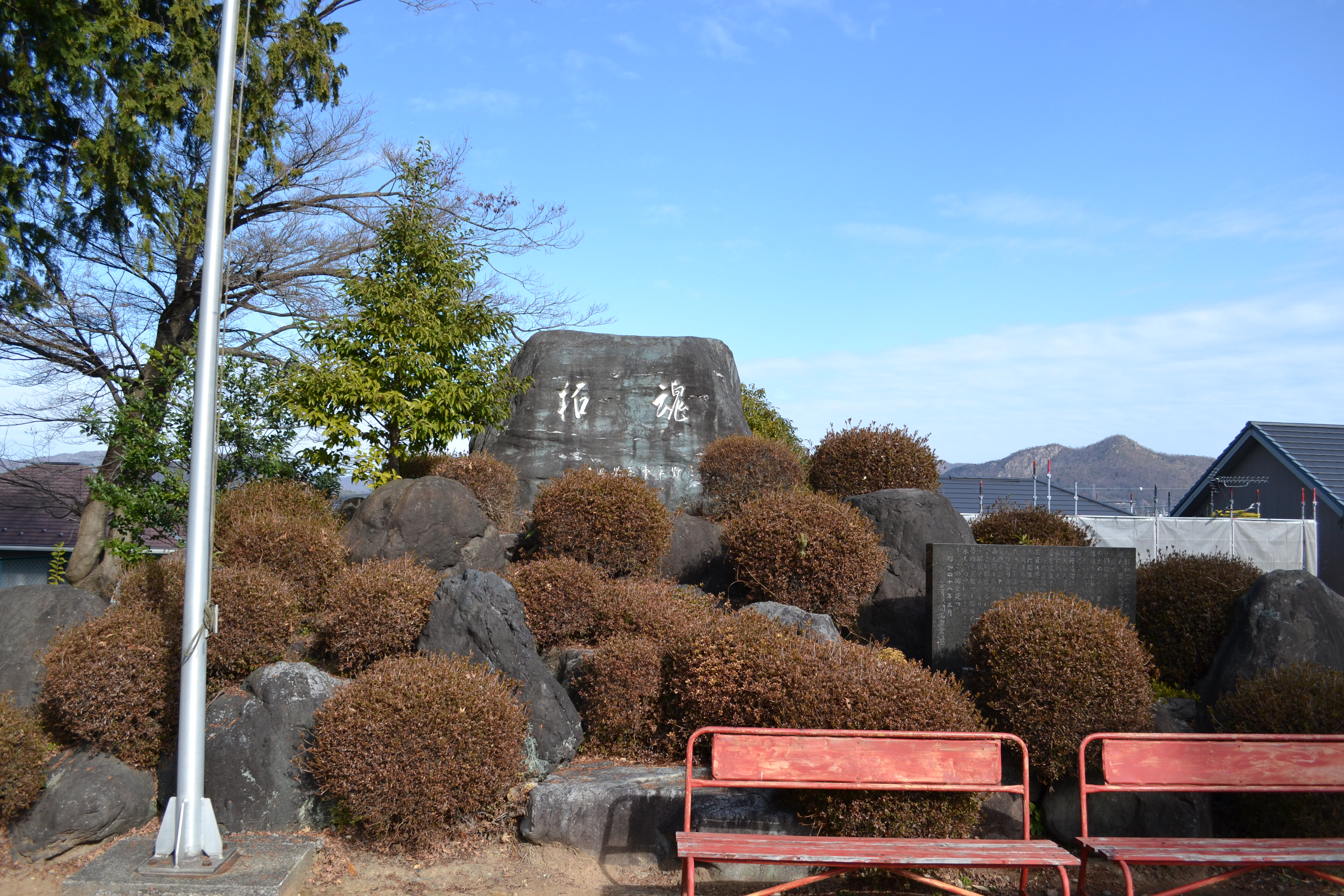
拓魂碑

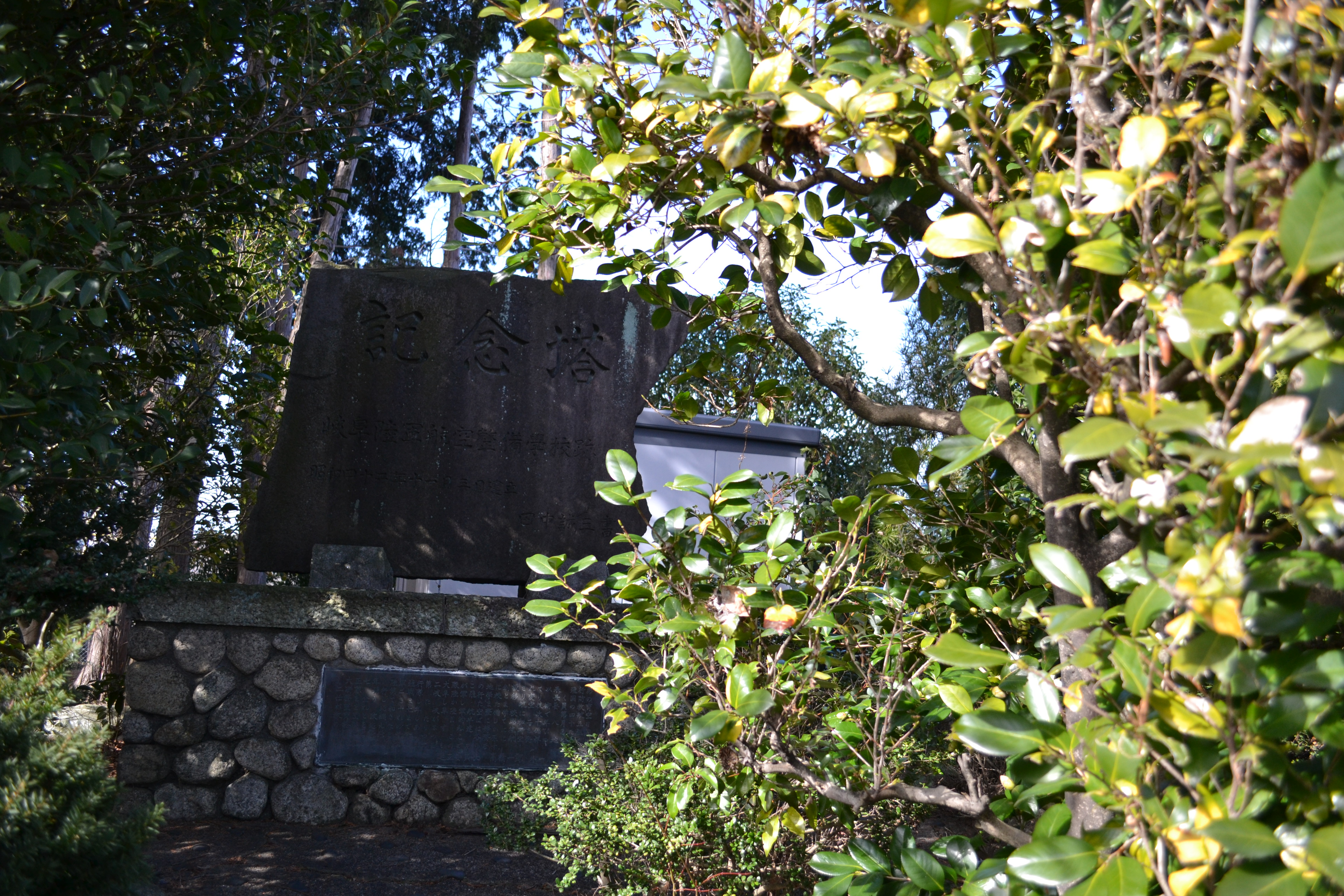
記念塔

朝日稲荷神社（あさひいなりじんじゃ）とは、岐阜県各務原市鵜沼朝日町にある神社。
かつての大日本帝国陸軍各務原飛行場の東飛行場跡地に鎮座する、「航空神社」の後継神社であり、境内には関連する記念碑が立ち並んでいる。

## 境内
- 本殿
- 鳥居
- 御輿収納庫

- 本殿（横から）
- 鳥居

記念碑
- 拓魂碑（各務原開拓農業協同組合記念碑）--- 戦後開拓のために1946年（昭和21年）2月に設立された各務原開拓農業協同組合を記念する碑[1]。
- 記念塔（岐阜陸軍航空整備学校跡碑）--- 1918年（大正7年）にこの地に陸軍飛行第二大隊が創設され、飛行第二聯隊、飛行第二戦隊、岐阜陸軍飛行学校と変遷した後、1942年（昭和17年）に岐阜陸軍航空整備学校、次いで第四航空教育団に改編された歴史を記念する碑[2]。

## 沿革
1917年（大正6年）に陸軍各務原飛行場が完成し、翌年に航空第2大隊が移された。事故が多発したため、伏見稲荷大社から稲荷神を勧請。航空神社として1921年（大正10年）6月11日に奉鎮祭を行う。
1949年（昭和24年）に朝日稲荷神社に改称し、現在地に移転。